# Lord Temporal
Az Egyesült Királyság parlamentjében a Lord Temporalok (magyarul világi lordok) a világi tagjai a Lordok Házának nem öröklött rangú főrendként vagy egy öröklődő főrendi rang örököseként, bár a Lordok Házához kapcsolódó öröklött jogokat 1999-ben eltörölték. Ez különbözteti őket meg a Lord Spiritualoktól, akik az Anglikán Egyházban elfoglalt püspöki rangjuk következtében tagjai a felsőháznak. 
A reformmozgalmat megelőzően minden főrendi nemes (potenciális) tagja volt a Lordok Házának, és ilyen értelemben Lord Temporal is. A folyamatba levő reformok limitálják a tagságot a nem öröklődő rangú főrendekre és bizonyos számú megválasztott öröklődő rangú főrendre, így a kifejezés azokra utal akik megtartják a tagságukat a Lordok Házában.

## Fordítás
- Ez a szócikk részben vagy egészben  a   Lord Temporal című angol Wikipédia-szócikk ezen változatának fordításán alapul.  Az eredeti cikk szerkesztőit annak laptörténete sorolja fel. Ez a jelzés csupán a megfogalmazás eredetét és a szerzői jogokat jelzi, nem szolgál a cikkben szereplő információk forrásmegjelöléseként.